# Wolfgang Thierse
Wolfgang Thierse, nemški politik in filolog, * 22. oktober 1943, Breslau.
Med letoma 1998 in 2005 je bil predsednik Bundestaga.